# Roswietha Zobelt
Roswietha Zobelt (Rittersgrün, 24 november 1954) is een voormalig Oost-Duits roeister.
Zobelt werd zowel in 1976 als in 1980 olympisch kampioen in de dubbel-vier-met-stuurvrouw. Zobelt werd in 1975, 1977 en 1979 wereldkampioen in de dubbel-vier-met-stuurvrouw.

## Resultaten

### Olympische Zomerspelen
| Jaar | Plaats   | Resultaten                       |
| ---- | -------- | -------------------------------- |
| 1976 | Montreal | in de dubbel-vier-met-stuurvrouw |
| 1980 | Moskou   | in de dubbel-vier-met-stuurvrouw |

### Wereldkampioenschappen roeien
| Jaar | Plaats     | Resultaten                       |
| ---- | ---------- | -------------------------------- |
| 1975 | Nottingham | in de dubbel-vier-met-stuurvrouw |
| 1977 | Amsterdam  | in de dubbel-vier-met-stuurvrouw |
| 1978 | Cambridge  | 6e in de dubbel-twee             |
| 1979 | Bled       | in de dubbel-vier-met-stuurvrouw |

1976: Anke Borchmann & Jutta Lau & Viola Poley & Roswietha Zobelt & Liane Weigelt ·
1980: Sybille Reinhardt & Jutta Ploch & Jutta Lau & Roswietha Zobelt & Liane Buhr·
1984: Maricica Țăran & Anișoara Sorohan & Ioana Badea & Sofia Corban & Ecaterina Oancia